# Alma Gêmea
Alma Gêmea (in italiano "Anima Gemella") è una telenovela brasiliana trasmessa e prodotta da TV Globo. È stata trasmessa come telenovela delle sei, un tipo di telenovela avente una trama semplice ambientata nel passato, dal 20 giugno 2005 al 10 marzo 2006 ed è stata ritrasmessa nel 2010.

## Trama
La trama si incentra sulla storia d'amore tra il botanico Rafael e la ballerina Luna, la quale, a causa dell'invidia della cugina Cristina, è l'unica ad impossessarsi dei gioielli di famiglia; verrà uccisa il giorno del suo spettacolo di balletto. Vent'anni dopo ella ritrova il marito, nella pelle dell'indigena Serena, la sua nuova reincarnazione.

## Cast
| Attore/Attrice        | Personaggio                     |
| --------------------- | ------------------------------- |
| Eduardo Moscovis      | Rafael de Souza Dias            |
| Priscila Fantin       | Serena Anauê Dias               |
| Flávia Alessandra     | Cristina Ávilla Saboya Dias     |
| Liliana Castro        | Luna Ávilla Blanco Dias         |
| Sidney Sampaio        | Felipe Ávilla Blanco Dias       |
| Bia Seidl             | Vera Souza Dias                 |
| Elizabeth Savalla     | Agnes Ávilla Blanco             |
| Ana Lúcia Torre       | Débora Ávilla Saboya            |
| Walderez de Barros    | Adelaide Ávilla                 |
| Michel Bercovitch     | Ciro                            |
| Drica Moraes          | Olívia Médici                   |
| Luigi Baricelli       | Raul de Carvalho Siqueira       |
| Cecília Dassi         | Mirella de Médici Siqueira Dias |
| Renan Ribeiro         | Carlito de Médici Siqueira      |
| Fúlvio Stefanini      | Osvaldo Santini                 |
| Neusa Maria Faro      | Divina Santini                  |
| Malvino Salvador      | Vitório Santini                 |
| Fernanda Machado      | Dalila Santini da Silva         |
| Erik Marmo            | Hélio Santini                   |
| Tammy di Calafiori    | Nina Santini                    |
| Nicette Bruno         | Ofélia                          |
| Emiliano Queiroz      | Bernardo dos Santos (Tio Nardo) |
| Fernanda Souza        | Mirna Gonçalves da Silva        |
| Emílio Orciollo Netto | Crispim Gonçalves da Silva      |
| Rita Guedes           | Kátia                           |
| Umberto Magnani       | Elias                           |
| Caroline Smith        | Ritinha                         |
| Mariah da Penha       | Clarice                         |
| Ronnie Marruda        | Abílio                          |
| Pamella Rodrigues     | Paulina                         |
| Marcelo Barros        | Alaor                           |
| Nívea Stelmann        | Alexandra                       |
| Thiago Luciano        | Ivan                            |
| Carla Daniel          | Zulmira                         |
| Kayky Brito           | Gumercindo                      |
| Alexandre Barillari   | Guto                            |
| David Lucas           | Terê Dias                       |
| Ernesto Piccolo       | Eurico                          |
| Ângelo Antônio        | Dr. Eduardo                     |
| Aisha Jambo           | Sabine Bel-Lac Santini          |
| Keruse Bongiolo       | Judith                          |
| Marcelo Faria         | Jorge                           |
| Rodrigo Phavanello    | Roberval da Silva               |
| Bruna di Tullio       | Madalena                        |
| Lady Francisco        | Generosa                        |
| Carlos Gregório       | Sr. Rodriguez                   |
| Andréa Avancini       | Terezinha                       |
| Felipe Camargo        | Dr. Julian Enke                 |
| Rosane Gofman         | Nair                            |
| Luciano Vianna        | Xavier                          |
| Hilda Rebello         | Dona Filó                       |

## Trasmissione internazionale
- Brasile - Rede Globo (2005-2006)
- Argentina - Canal 9
- Cile - La Red
- Costa Rica - Teletica
- Portogallo - SIC, RTP Internacional
- Rep. Dominicana - Tele Antillas
- Uruguay - Teledoce
- Stati Uniti - Telemundo
- Venezuela - Televen